# Toombs County
Das Toombs County ist ein County im Bundesstaat Georgia der Vereinigten Staaten. Der Verwaltungssitz (County Seat) ist Lyons.

## Geographie
Das County liegt im mittleren Osten von Georgia und hat eine Fläche von 955 Quadratkilometern, wovon fünf Quadratkilometer Wasserfläche sind, und grenzt im Uhrzeigersinn an folgende Countys: Tattnall County, Appling County, Jeff Davis County, Montgomery County und Emanuel County.

## Geschichte
Toombs County wurde am 18. August 1905 als 142. County von Georgia aus Teilen des Emanuel County, des Montgomery County und des Tattnall County gebildet. Benannt wurde es nach Robert Augustus Toombs einem Anwalt aus Georgia. Er war US-Politiker und späterer Gründerväter der Konföderierten Staaten von Amerika. Diesem kurzlebigen Staat diente er als Politiker, Staatssekretär und General. Toombs Country erlangte innerhalb der USA Bekanntheit, weil hier bis 2004 rassisch separierte Schulabschlussfeiern stattfanden.

## Demografische Daten
Laut der Volkszählung von 2010 verteilten sich die damaligen 27.223 Einwohner auf 10.375 bewohnte Haushalte, was einen Schnitt von 2,59 Personen pro Haushalt ergibt. Insgesamt bestehen 12.144 Haushalte.
68,5 % der Haushalte waren Familienhaushalte (bestehend aus verheirateten Paaren mit oder ohne Nachkommen bzw. einem Elternteil mit Nachkomme) mit einer durchschnittlichen Größe von 3,14 Personen. In 37,4 % aller Haushalte lebten Kinder unter 18 Jahren sowie in 26,7 % aller Haushalte Personen mit mindestens 65 Jahren.
30,6 % der Bevölkerung waren jünger als 20 Jahre, 24,6 % waren 20 bis 39 Jahre alt, 25,7 % waren 40 bis 59 Jahre alt und 19,3 % waren mindestens 60 Jahre alt. Das mittlere Alter betrug 36 Jahre. 47,5 % der Bevölkerung waren männlich und 52,5 % weiblich.
65,1 % der Bevölkerung bezeichneten sich als Weiße, 24,9 % als Afroamerikaner, 0,3 % als Indianer und 0,7 % als Asian Americans. 7,5 % gaben die Angehörigkeit zu einer anderen Ethnie und 1,5 % zu mehreren Ethnien an. 11,2 % der Bevölkerung bestand aus Hispanics oder Latinos.
Das durchschnittliche Jahreseinkommen pro Haushalt lag bei 33.081 USD, dabei lebten 26,6 % der Bevölkerung unter der Armutsgrenze.

## Orte im Toombs County
Orte im Toombs County mit Einwohnerzahlen der Volkszählung von 2010:
Cities:
- Lyons (County Seat) – 4.367 Einwohner
- Santa Claus – 165 Einwohner
- Vidalia – 10.473 Einwohner